# Tommaso Dazzi
Tommaso Dazzi (* um 1945 in Mailand) ist ein italienischer Filmproduzent und -regisseur.

## Leben
Dazzi begann 1968 als Produktionsleiter und war 1970 für zwei Filme als ausführender Produzent verantwortlich; in einem davon übernahm er auch eine Rolle als Darsteller. Mitte der 1980er Jahre begann er, alternierend zwischen Fernsehen und Kino, selbst zu inszenieren, bevor er sich 1994 wieder auf die Produktion konzentrierte. Ab 2006 gelang ihm mit der losen Folge von Fernsehfilmen um L'ispettore Coliandro ein anhaltender Erfolg.
1996 hatte er mit der Produktionsgesellschaft „Nautafilm“ seine eigene Firma gegründet, mit der er für Telefrance 1, die RAI und das Kino Spiel- und Dokumentarwerke sowie Miniserien produzierte.
Als Dokumentarfilmer spezialisierte er sich auf den italienischen Manierismus.
Seine 1969 geborene Tochter Cecilia Dazzi arbeitet als Schauspielerin.

## Filmografie (Auswahl)

### Regie
- 1984: Der Diamantenbaum (L'albero dei diamanti) (Fernsehfilm)
- 1985: Der Schrei des Pelikans (Un marinaio e mezzo) (Fernsehfilm)
- 1986: Grüne Hölle von Cartagena (Tre giorni a Tropici)

### Produzent
- 1970: La fine del gioco (Fernsehfilm)
- 2003–2017: L'ispettore Coliandro (Fernsehreihe, 13 Folgen)